# Pedicularis semenowii
Pedicularis semenowii là loài thực vật có hoa thuộc họ Cỏ chổi. Loài này được Regel mô tả khoa học đầu tiên năm 1868.